# Шереметєви
Шереметєви (рос. Шереметевы) — один з найвизначніших боярських родів Російського царства і Російської імперії, до якого належав воєвода, генерал-фельдмаршал Б. П. Шереметєв, перший кому в Росії подарований (в 1706 році) титул графа. Рід внесений до Бархатної книги.
Шлюб сина Б. П. Шереметєва з спадкоємицею О. М. Черкаського дав початок колосальному «Шереметєвському майну». Перший його власник, граф М. П. Шереметєв, залишився в російській історії як меценат, який побудував і прикрасив підмосковні садиби Останкіно і Кусково. Крім графських родових гілок, існують і менш відомі нетитуловані гілки роду.

## Походження та історія роду
Подібно до Романових, походять від Андрія Кобили і його сина Федора Кішки. П'ятим коліном (праправнуком) Кобили був Андрій Костянтинович Беззубцев на прізвисько Шеремет, а його братом — Семен Єпанча (кінець XV століття). Від Андрія Шеремета і пішли Шереметєви. Його прізвисько, за М. О. Баскаковим, на тюркських мовах означає «бідолаха»; оксфордський філолог Б. Г. Унбегаун трактує його як «лев Ахмат» (від перс. sir — «лев», пор. Шахматов). З деяких тюркських мов кереметь перекладається як «відмінний», «чудовий».
У XVI — XVII століттях з роду Шереметєвих вийшло багато бояр, воєвод, намісників, як за особисті заслуги, так і як рідня царській династії. Так, правнучка Андрія Шеремета Олена Іванівна була видана в шлюб із сином Івана Грозного царевичем Іваном, за однією з версій, убитого батьком в пориві гніву в 1581 році. П'ятеро онуків А. Шеремета стали членами Боярської думи. Шереметєви брали участь в численних походах і битвах XVI століття: у війнах з османами, Великим князівством Литовським, Кримським ханством, в Лівонській війні, казанських походах. За службу їм були подаровані вотчини в Московському, Ярославському, Рязанському, Нижегородському повітах.
Значно зріс вплив Шереметєвих на державні справи в XVII столітті. В цей час Шереметєви були одними з 18 родів, представники якого могли ставали боярами, минаючи чин окольничого. Боярин і воєвода Петро Микитович Шереметєв був керівником оборони Пскова від Лжедмитрія II. Його син, Іван Петрович, був знаменитим хабарником і розкрадачем. Його двоюрідний брат — Федір Іванович, також боярин і воєвода, був видатним державним діячем в першій половині XVII століття. Він сприяв обранню в царі Михайла Федоровича Романова, був на чолі московського уряду, а також прихильником посилення ролі Земського собору в питаннях управління державою і країною.
Графська гілка роду походить від фельдмаршала Бориса Шереметєва (1662–1719), який в 1706 році за утихомирення повстання в Астрахані був зведений у графи.

## Шереметєви в XVI столітті
- Іван Андрійович (? — 1521) — старший син Андрія Шеремета, боярський син і воєвода, вбитий в бою з кримськими татарами в 1521, перший носій прізвища.
- Василь Андрійович (? — 1548) — середній син Андрія Шеремета, московський дворянин і воєвода.
- Іван Васильович Великий (? — 1577) — син Василя Андрійовича, боярин і воєвода.
- Семен Васильович (? — +1561) — син Василя Андрійовича, військовий і державний діяч, боярин і воєвода.
- Микита Васильович (? — 1564) — син Василя Андрійовича, військовий і державний діяч, окольничий, боярин і воєвода.
- Іван Васильович Менший (? — 1577) — син Василя Андрійовича, боярин і воєвода, член Обраної ради.
- Федір Васильович (бл. 1540 — бл. 1590) — син Василя Андрійовича, боярин і воєвода.
- Петро Микитович (бл. 1564–1610) — син Микити Васильовича, сотник, боярин і воєвода.
- Олена Іванівна — дочка Івана Меншого, дружина царевича Іоанна Івановича.

## Шереметєви в XVII столітті
- Федір Іванович (бл. 1570–1650) — син Івана Васильовича Меншого, російський державний діяч.
- Борис Петрович (? — 1650) — син Петра Микитовича, військовий і державний діяч, московський дворянин, боярин і воєвода.
- Василь Петрович (? — 1659) — син Петра Микитовича, кімнатний стольник, боярин, воєвода в Нижньому Новгороді.
- Іван Петрович (? — 1647) — син Петра Микитовича, діяч часів Смути і правління царя Михайла Федоровича.
- Василь Борисович (1622–1682) — син Бориса Петровича, військовий і державний діяч, стольник, боярин, воєвода.
- Петро Васильович Великий (? — 1690) — син Василя Петровича, військовий і державний діяч, боярин, воєвода.
- Матвій Васильович (1629–1657) — син Василя Петровича, воєначальник і державний діяч, стольник і воєвода.
- Борис Петрович (1652–1719) — син Петра Васильовича Великого, граф (1706), сподвижник Петра I, ближній боярин (1686), генерал-фельдмаршал (1701).
- Михайло Борисович (1672–1714) — син Бориса Петровича, генерал-майор.

## Шереметєви в XVIII столітті

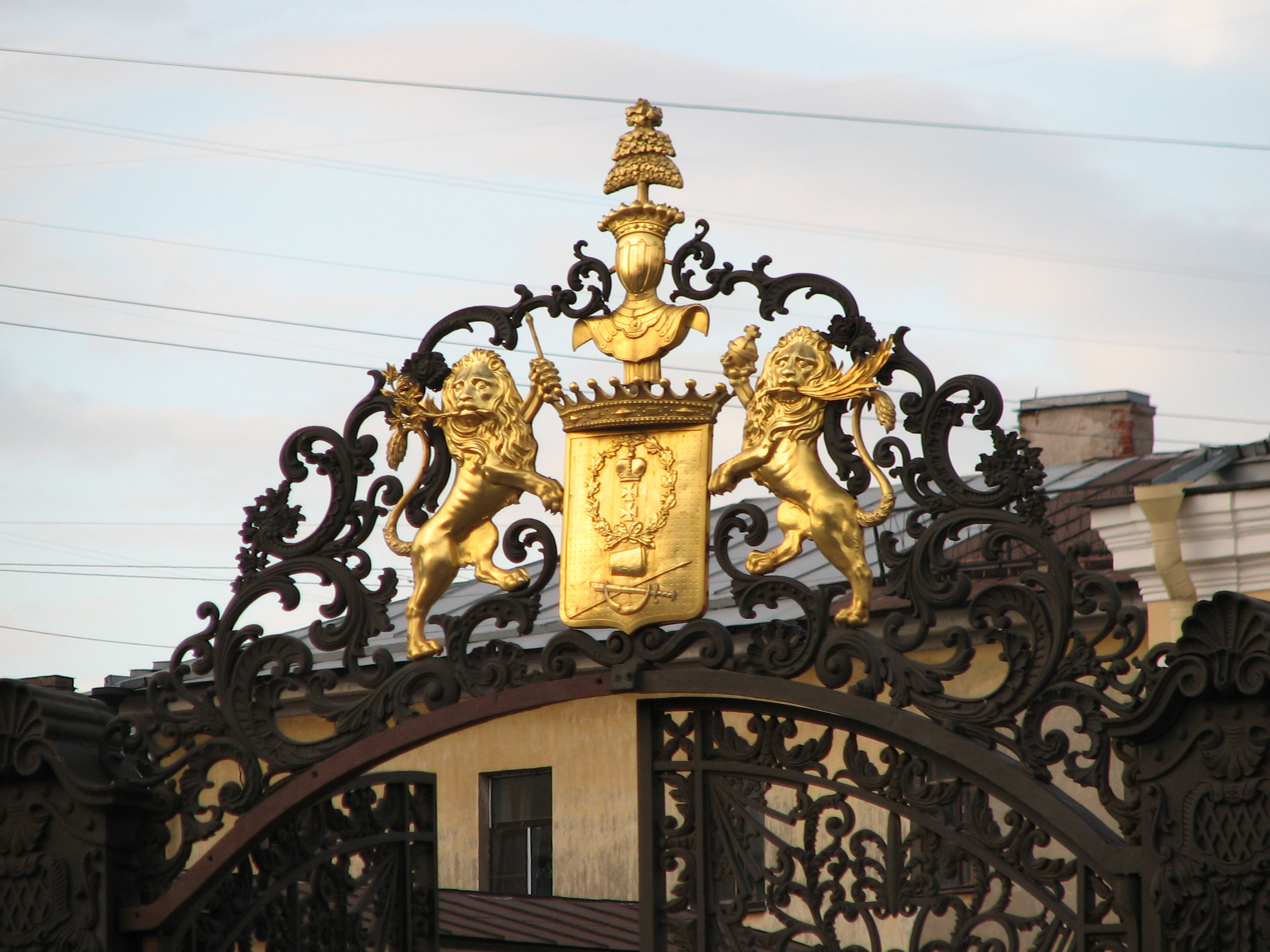
Герб при в'їзді в Шереметєвський палац на березі Фонтанки

- Петро Борисович (1713–1788) — син Бориса Петровича, генерал-аншеф (1760), генерал-ад'ютант (1760), обер-камергер (1761), товариш дитинства імператора Петра II, камергер кімнати принцеси Анни Леопольдівни (1739), сенатор (1762), з 1768 у відставці.
- Наталя Борисівна (1714–1771), в шлюбі княгиня Долгорукова — дочка Бориса Петровича, одна з перших і найбільш знаменитих в Росії мемуаристок.
- Анна Петрівна (1744–1768) — дочка Петра Борисовича, фрейліна.
- Микола Петрович Шереметєв (1751–1809) — син Петра Борисовича, покровитель мистецтв, чоловік кріпосної актриси Параски Жемчугової.

## Шереметєви в XIX столітті
- Дмитро Миколайович (1803—1871) — син графа Миколи Петровича Шереметєва, камергер і гофмейстер, відомий своєю благодійною діяльністю.
- Сергій Дмитрович (1844–1918) — син Дмитра Миколайовича, історик і генеалог, громадський діяч, обер-егермейстер (1904), почесний член Імператорської Санкт-Петербурзької Академії Наук (1890), член Державної ради (1900).
- Олександр Дмитрович (1859–1931) — син Дмитра Миколайовича, російський музичний меценат, начальник Придворної співацької капели, засновник Російського Пожежного товариства.
- Василь Олександрович (1795–1862) — дійсний таємний радник (1857).
- Василь Васильович (1794—1817) — убитий на «четверній дуелі» (24.11.1817 Шереметєв-Завадовський-Грибоєдов-Якубович) через балерину Істоміну.
- Микола Васильович (1804—1849) — учасник Північного таємного товариства. Брат В. В. Шереметєва.

## Шереметєви в XX столітті
- Сергій Дмитрович Шереметєв (1844—1918) — російський державний діяч, колекціонер, історик.
- Дмитро Сергійович Шереметєв (1869—1943) — граф, флігель-ад'ютант, друг дитинства імператора Миколи II.
- Олександр Дмитрович Шереметєв (1859—1931) — російський меценат і музикант-любитель.
- Павло Сергійович Шереметєв (1871—1943) — граф, історик і художник.
- Микола Петрович Шереметєв (1903—1944) — онук С. Д. Шереметєва, скрипаль і концертмейстер Театру Вахтангова, чоловік актриси Цецилії Мансурової.
- Петро Петрович Шереметєв (нар. 13 вересня 1931, Кенітра, Марокко) — архітектор, меценат і громадський діяч. Голова Російського музичного товариства в Парижі і ректор Паризької російської консерваторії імені С. Рахманінова. Голова президії Міжнародної ради російських співвітчизників.
- Василь Павлович Шереметєв (1922—1989) — художник, меценат[2].
- Микола Дмитрович Шереметєв (15 (28) жовтня 1904, Москва — 5 лютого 1979, Париж), чоловік Ірини Феліксівни Юсупової (21 березня 1915, Петербург — 30 листопад 1983, Кормель), батько Ксенії Миколаївни Шереметєвої-Сфіріс, яка народилася 1 березня 1942 року в Римі.